# كأس الكؤوس الإفريقية 1984
كأس الكؤوس الأفريقية 1984 هو الموسم 10 من كأس الكؤوس الأفريقية. أشرف على تنظيمه الاتحاد الأفريقي لكرة القدم، وكان عدد الأندية المشاركة فيه 35، وفاز فيه الأهلي.